# Maków-Kolonia
Maków-Kolonia – wieś w Polsce, położona w województwie łódzkim, w powiecie skierniewickim, w gminie Maków.
| SIMC    | Nazwa     | Rodzaj    |
| ------- | --------- | --------- |
| 0731420 | Podnarcie | część wsi |
| 0731436 | Zagaj     | część wsi |

W latach 1975–1998 wieś administracyjnie należała do województwa skierniewickiego.
W latach 1977–1982 w gminie Skierniewice.
W 2009 mieszkaniec wsi miał 12,3 promila alkoholu we krwi.